# Dessè
Pour les articles homonymes, voir Dessé.
Dessè est une localité située dans le département de Koumbri de la province du Yatenga dans la région Nord au Burkina Faso.

## Géographie
Dessè se trouve à environ 17 km au nord du centre de Koumbri, le chef-lieu départemental.

## Santé et éducation
Dessè accueille un centre de santé et de promotion sociale (CSPS) tandis que le centre hospitalier régional (CHR) se trouve à Ouahigouya.
Le village possède une école primaire privée.